# Ey!
Ey! é o sexto álbum do roqueiro argentino Fito Páez. Foi lançado em 1988, sob o selo EMI.
O álbum, inicialmente, se chamaria «Napoleón e sua tremenda imperatriz» (um trecho da música "Tatuaje falso"). Porém, devido a extensão do nome, a gravadora vetou. Assim, Fito o intitulou "Ey!" como um protesto.
Em 2018, o álbum foi lançado pela Universal Music Group através do VEVO no YouTube

## O Disco
O álbum foi o primeiro disco que Fito gravou fora da Argentina, tendo sido gravado em Nova York e em Havana.
Nos créditos do álbum, Fito conta que a canção Polaroid de Locura Ordinaria foi inspirada no conto “La chica más guapa de la ciudad” do escritor estadunidense Charles Bukowski.

## Faixas
- Todas as faixas compostas por Fito Páez

| N.º            | Título                             | Duração |  |
| 1.             | "Lejos en Berlín"                  | 3:36    |  |
| 2.             | "Sólo los chicos"                  | 4:32    |  |
| 3.             | "Tatuaje falso"                    | 4:53    |  |
| 4.             | "La ciudad de los pibes sin calma" | 3:40    |  |
| 5.             | "Polaroid de locura ordinaria"     | 3:23    |  |
| 6.             | "Canción de amor mientras tanto"   | 5:08    |  |
| 7.             | "Dame un talismán"                 | 3:03    |  |
| 8.             | "Alacrán (Resaca)"                 | 4:58    |  |
| 9.             | "Por siete vidas (Cacería)"        | 4:15    |  |
| Duração total: | Duração total:                     | 37:59   |  |

## Músicos
- Fito Páez: arranjos, guitarra eléctrica, teclados, piano y voz
- Daniel Colombres: Bateria, Tambor
- Guillermo Vadalá: Baixo
- Tweety Gonzalez: Teclados
- Fabián Gallardo: Guitarra elétrica e acústica
- Ulises Butrón: Guitarra elétrica
- Osvaldo Fattoruso: Percussão

### Músicos convidados
- Fabiana Cantilo: Voz em "Lejos en berlín" e "Tatuaje falso"
- Edilio Montero: Trompete em "Solo los chicos" e "Por siete vidas"
- Edilio Montero: Direção de Brasses em "Solo los chicos" e "Por siete vidas"
- Roberto García: Trompete em "Solo los chicos" e "Por siete vidas"
- Marcelo Capazzo: baixo em "Polaroid"
- Lapo Gessaggi: guitarra elétrica em "Talisman"
- Diego Arnedo: baixo em "Alacran"
- Carlos García Lopez: Guitarra elétrica em "Alacran"
- Ricardo Mollo: Guitarra elétrica em "Lejos en berlín","Tatuaje falso" e "Alacran"
- Fabián Llonch: Baixos em "Lejos en berlín" e "Canción de amor mientras tanto"
- Fernando Acosta: Saxofone-tenor em "Solo los chicos" e "Por siete vidas"
- Amadi Bayard: Saxofone-alto em "Solo los chicos" e "Por siete vidas"

## Curiosidades
- Um dado pouco conhecido, uma vez que não aparece em lugar nenhum do CD, mas sim no Vinil e no cassete, é que o disco foi dedicado "Con todo amor para Fabi".
- Em 1999, a banda uruguaia de rock No Te Va Gustar gravou uma versão da canção La ciudad de los pibes sin calma, que foi incluida no álbum Sólo De Noche.
- No videoclipe da canção "Sólo los chicos", aparecem como extras, dentre outros, os então pequenos Dante Spinetta e Emmanuel Horvilleur, que mais tarde formarian a banda Illya Kuryaki and the Valderramas.